# Jelassi
Fatima Linnéa Jelassi Meijer, känd under artistnamnet Jelassi, född 27 april 1998 i Skarpnäcks församling i Stockholm, är en svensk-tunisisk rappare och låtskrivare.

## Biografi
Jelassi är dotter till en svensk mamma och tunisisk pappa. Hon växte upp i Farsta fram till hon var 9 år och i Tunisien från 9 till 14 år då hon återvände till Sverige.
Jelassi debuterade 2018 med en remix på låten10 år. Därefter hörs hon rappa en vers i låten 20 lax av Michel Dida från 2018. Senare 2018 släppte hon låten Inte konsti på Youtube. 2019 släppte hon låtarna Keff båt och Powerpuffstil 2019 samt hennes debutalbum Port 43 där låten Sema7ni gästas av Einár. Mellan 2020 och 2022 släpper hon flera singlar. 2023 släpptes hennes andra album dom har bara gett mig ett namn som fick positiv kritik i flera publikationer.
Jelassi har ett tätt samarbete med producenten Nisj.

## Diskografi

### Album
- 2019 – Port 43
- 2023 – dom har bara gett mig ett namn

### Singlar
- 2019 – Keff Båt
- 2019 – Powerpuffstil
- 2019 – Sema7ni
- 2020 – STS
- 2021 – fuego (feat. GABIFUEGO) [Spotfiy Studio 100 Recording]
- 2021 – 2 STEG (REMIX)
- 2021 – CAPPUCCINO
- 2021 – Mitt i prick
- 2022 – ALLVARLIGT + D KLART DOM HATAR OSS
- 2022 – WTF
- 2023 – balans (va händer fatima!!?)
- 2023 – hallmattan
- 2023 – maskrosbarn (de nt ba ja)

## Utmärkelser
- 2020 – "Årets nykomling" och "Årets musikvideo", Grammisgalan 2020.[13]
- 2021 – P3 Guld "Framtidens artist" för sin samlade produktion.[14]
- 2024 – P3 Guld "Årets album" för albumet De har bara gett mig ett namn.[15]